# Órgão Hammond

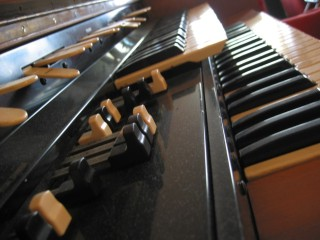
Hammond L-100

O órgão Hammond é um órgão eletromecânico desenvolvido e construído por Laurens Hammond e John M. Hanert em 1935. Enquanto originalmente vendido para igrejas como uma alternativa de baixo custo ao órgão de tubos, acabou sendo usado para o jazz e o blues e então para uma extensão do rhythm and blues, rock e reggae, sendo um instrumento importante no rock progressivo sem esquecer a música gospel e a música sacra.

## História
Em janeiro de 1934 Laurens Hammond, um inventor e engenheiro dos Estados Unidos, patenteou um novo tipo de instrumento musical elétrico. A invenção foi revelada ao público em abril do ano seguinte, e o primeiro modelo (modelo A) foi disponibilizado em junho do mesmo ano. Vários outros modelos foram produzidos pelos próximos vinte anos, mas nenhum foi mais conhecido ou usado que os modelos de 1955: B-3 e C-3. Junto com o A-100, produzido em 1959, esse trio de órgãos compartilhavam uma mecânica similar de produção de som.
Ao final dos anos 80 a companhia foi comprada pela japonesa Suzuki e revigorada com o lançamento de órgãos portáteis e novos modelos com a tecnologia de tonewheel digital.

## Uso

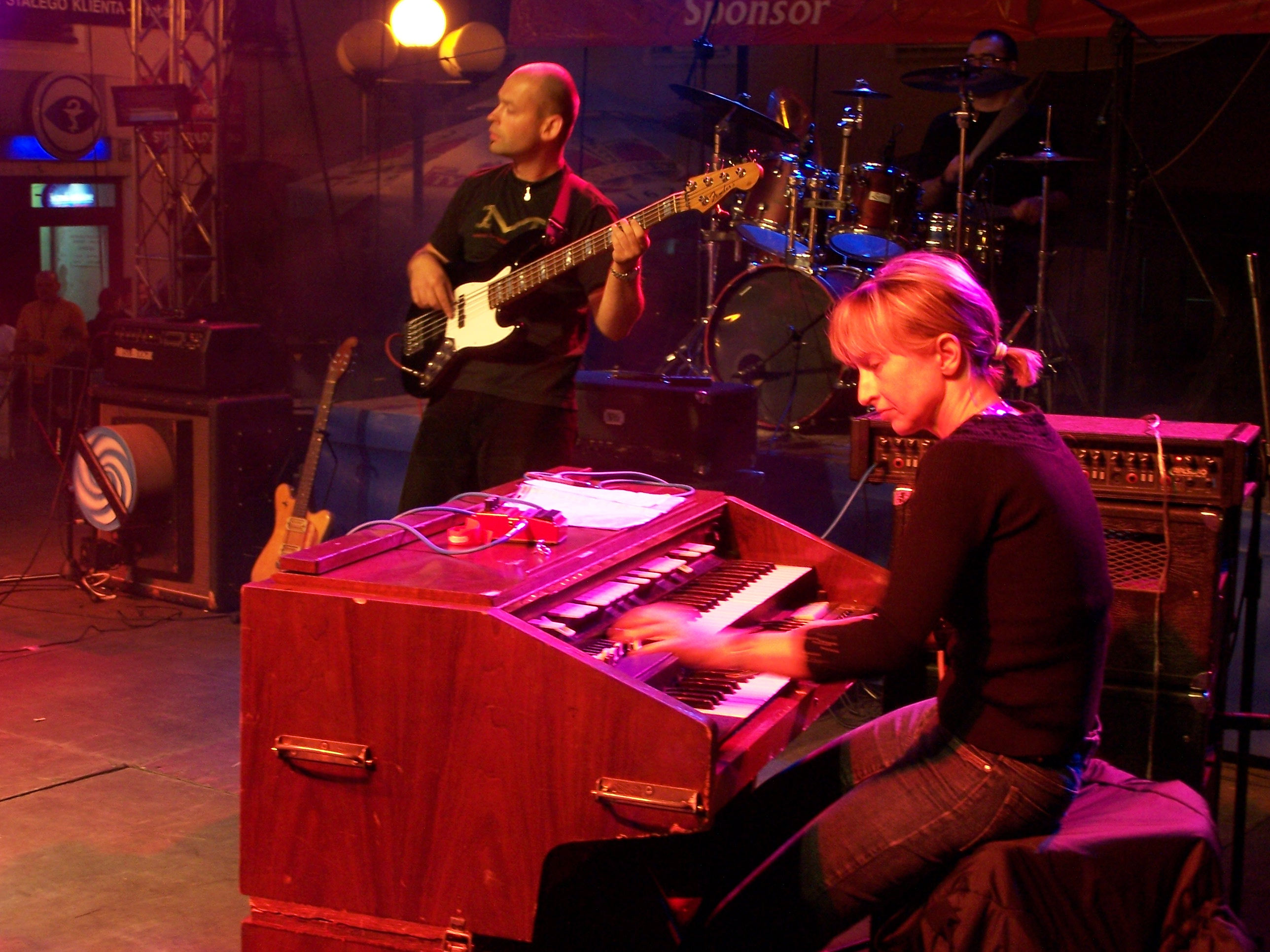

Laurens Hammond visava que seus órgãos substituíssem os órgãos de tubos e o piano para residências de classe média e para uso em estações de rádio e estúdios de gravação. Nos primeiros anos de produção foi isso que aconteceu, mas na década de 1950 músicos de jazz como Jimmy Smith, Buddy Cole, Earl Grant e Rhoda Scott começaram a usar o som distinto do instrumento. Na década de 1960 o Hammond tornou-se popular entre grupos de pop. Ele foi parte relevante do som inovador das bandas de rock Deep Purple, Procol Harum e Uriah Heep no início da década de 1970, quando teve seu ápice de popularidade, até a proliferação dos sintetizadores, em especial os polifônicos. Uma versátil intérprete recente em Hammond é a organista alemã Barbara Dennerlein, com seu excepcional uso da pedaleira em suas interpretações.
No Brasil, alguns artistas utilizaram o instrumento, como Mú Carvalho, fundador da banda A Cor do Som; Walter Wanderley, que explorou a pluralidade do instrumento dentro de um fraseado do samba e Ed Lincoln, numa linha parecida, mas com voz própria em um ritmo dançante. Outros intérpretes e admiradores do instrumento, como Djalma Ferreira, versátil músico titular da extinta Boite Drink, no Rio de Janeiro, Lafayette Coelho Varges Limp, falecido em março de 2021, inovou quanto ao uso do instrumento no iê-iê-iê e na chamada Jovem Guarda, Chuca-Chuca e Steve Bernard com seus conjuntos de baile e o escritor Gustavo Corção, apreciador de música sacra, podem também ser citados.

## Modo de funcionamento
O órgão Hammond é um instrumento eletromecânico com uma natureza original, mas com captação puramente analógica. Possui um conjunto de "rodas fónicas" ("tone wheels"), que são discos dentados que giram a grande velocidade. Neste processo, os discos produzem uma variação de campo magnético, que é então captada por sensores eletromagnéticos. Posteriormente, esses sinais elétricos obtidos são convertidos em sons. A programação de diferentes timbres no instrumento é feita por registros deslizantes ("drawbars"): uma genial e prática maneira que garante a reprodutibilidade rápida de resultados. Um outro efeito interessante é o vibrato chorus: uma modificação simultânea de amplitude e frequência nos sons, produzida por alto-falantes com elementos giratórios especiais, conhecidos como "Caixas Leslie".
No caso do Brasil existe uma curiosidade. As rodas fônicas de um Hammond têm que girar a uma velocidade rigorosamente constante. Para tal são acionadas por um motor síncrono, que tem sua estabilidade garantida pela frequência da alimentação da rede elétrica. Antes de 1965, a rede elétrica no Rio de Janeiro era de 50 Hz. A fábrica Hammond aceitava encomendas de órgãos para esta frequência e vários modelos assim configurados vieram para o Rio. Com a mudança da rede elétrica para 60 Hz, a partir de 1965, os Hammond cariocas desafinaram. Foi então um desafio para os eletrônicos da época construirem um aparelho que foi denominado "ciclador", cuja função era a de converter a rede de 60 Hz em 50 Hz e então acionar corretamente o motor síncrono do instrumento. Assim, os órgãos no Rio de Janeiro voltaram a estar afinados.

## Modelos

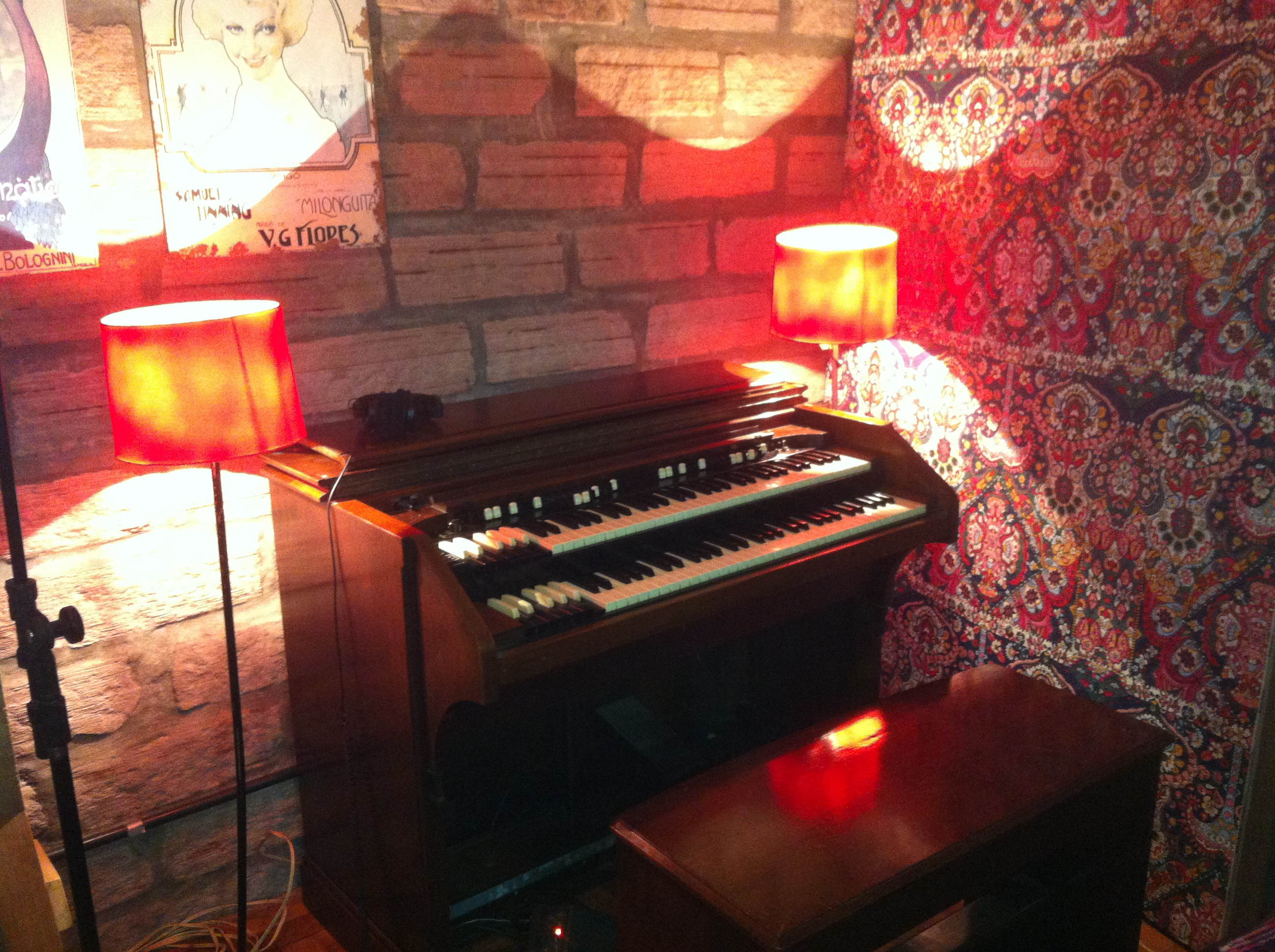
Orgão Hammond CV

### B-3
O Hammond B-3 é o modelo mais famoso do instrumento. Foi precedido por modelos de console com menos recursos como as séries E, BV, B-2, D, CV, C2 entre outros. Assim como seus precursores era usado para fornecer música em pistas de patinagem e salas de filmes. Entre as décadas de 1950 e 1960 foi usado por bandas de jazz como o trio de Jimmy Smith. No final da década de 1960 e pela década de 1970 o modelo C-3, diferente do B-3 apenas no acabamento do móvel, foi bastante usado por bandas de rock, desde os latinos a Santana, passando por Deep Purple e Uriah Heep, que consagraram o instrumento, a bandas de rock progressivo como Emerson Lake & Palmer, Yes, Kansas e Pink Floyd, assim como bandas de blues-rock como The Allman Brothers Band. No reggae também foi muito utilizado, nas produções feitas antes mesmo do que conhecemos por reggae, em meados da década de 1960, no fim, e no início da década de 1970. Um gênero que muito utilizava arranjos bem trabalhados no Hammond era o Skinhead Reggae, nada mais do que o reggae cru na sua primeira forma. Durante as décadas de 1980 e 1990 o modelo continuou a ser usado em menor escala por bandas de vários estilos musicais, como rock, hard rock, jazz e blues. Ele era o instrumento favorito do renomado tecladista do Grateful Dead, Brent Mydland.

### Outras produções da Hammond
A dobradinha piano/órgão inspirou a Hammond, nos anos 40, a criar um novo instrumento, o Solovox, um pequeno teclado adicional com som de órgão, para ser acoplado a um piano convencional. Nesse caso, a geração sonora é inteiramente eletrônica, envolvendo osciladores e divisores de frequência. O pianista brasileiro Waldir Calmon, entre outros, valorizou a praticidade do Solovox, especialmente em apresentações em casas noturnas.  A Hammond, na linha eletromecânica, também foi pioneira na produção de reverberadores (câmaras de eco), onde a transferência acústica é feita por molas de aço. Modelos grandes do reverberador foram incluídos em alguns gabinetes de Hammond e modelos com um tamanho mais compacto, tornaram-se práticos ao serem incluídos em mesas de som e outros consoles de áudio. Modernamente, o retardo digital, Digital Delay, em suas diferentes formas, supre essas necessidades, mas os  clássicos retardos analógicos, Analog Delay, têm sua sonoridade própria.

### Renascimento e novos desafios
O Hammond B-3 e seus congêneres se situam como verdadeiros marcos na interface homem-instrumento. A praticidade e a rapidez que os seus registros proporcionam, influenciaram muitos outros instrumentos parecidos e trouxeram um lado amigável a novos painéis e controles, mesmo em instrumentos totalmente digitais.
Em meados da década de 90 houve uma volta do interesse pela sonoridade dos teclados analógicos e com isso a popularidade dos timbres de órgão Hammond foi amplamente renovada. O modelo digital portátil XB-1 foi muito popular neste período. Em 2000 a também japonesa Korg relançou seu antigo modelo CX-3 ofuscando a Suzuki na qualidade da reprodução do som. O autêntico Hammond voltou a ganhar força em 2002 quando o célebre B-3 tornou a ser produzido (com novas tecnologias acopladas, como MIDI) além de sua versão portátil poucos anos depois. Graças a tecnologia Vase III® patenteada pela Hammond-Suzuki, modelos com sonoridade inigualável foram produzidos, em especial o XK-3 em 2006. Essa tecnologia consiste na recriação digital das rodas fônicas que por sua vez geram independentemente o som característico do Hammond ultrapassando o conceito de simples reprodução de notas sampleadas como se observa no XB-1 e demais teclados digitais.

### Excepcionalidades
Na canção Long Time da banda Boston há um prelúdio progressivo instrumental, consistindo principalmente de arpejos triplet rápidos em Órgão Hammond M3 (ao contrário da crença popular, a música não foi gravado em um B3, como Tom Scholz teve um orçamento limitado no tempo e era incapaz de pagar por um), com uma parte de baixo dobrado por um clavinet e bateria, com guitarra junto no final.